# Шомержи
Шомержи (фр. Chaumergy) насеље је и општина у источној Француској у региону Франш-Конте, у департману Јура која припада префектури Доле.
По подацима из 2011. године у општини је живело 475 становника, а густина насељености је износила 77,36 становника/km². Општина се простире на површини од 6,14 km². Налази се на средњој надморској висини од 209 метара (максималној 224 m, а минималној 196 m).

## Демографија
| 1962. | 1968. | 1975. | 1982. | 1990. | 1999. | 2011. |
| ----- | ----- | ----- | ----- | ----- | ----- | ----- |
| 421   | 436   | 377   | 382   | 398   | 410   | 475   |

График промене броја становника у току последњих година